# Josef Genschieder
Josef Genschieder (4 de fevereiro de 1915 — 3 de abril de 1943) foi um ciclista austríaco. Competiu nos Jogos Olímpicos de Verão de 1936 em Berlim, onde fez parte da equipe de ciclismo austríaca que terminou na décima posição na perseguição por equipes de 4 km em pista. Foi morto em combate durante a Segunda Guerra Mundial.